# خرمشهر-2 (صاروخ باليستي)
خرمشهر-2: هو صاروخ باليستي إيراني، بعيد المدى يعمل بالوقود السائل. تم الإعلان عنه سنة 2019م، فهو جيل جديد من صاروخ خرمشهر الباليستي الذي تم الكشف عنه سنة 2017م، والذي يُعَد أقوى وأحدث الصواريخ الباليستية الإيرانية بدقة عالية جداً. يتميز هذا الصاروخ بقدرته على حمل رؤوس حربية موجّهة، ويبلغ مداه 2000 كيلومتر برأس حربي واحد أو عدة رؤوس حربية بزنة 1800 كيلوغرام. وبطول 13 متر وقطر 1.5 متر ويزن نحو 20 طن ويعمل بالوقود السائل. وقد عرضت وسائل الإعلام الإيرانية ولأول مرة فيديو لصواريخ خرمشهر-2 الموجهة حتى إصابة الهدف، وذلك يوم الأحد 16 أغسطس 2020م. تأتي أهمية هذا الصاروخ الباليستي الأكثر تطوراً ودقةً، بأنه قادر على ضرب إسرائيل وقواعد أمريكية في الخليج العربي، وقد عَمِدَت طهران على تجهيزه برؤوس حربية موجهة دقيقة جديدة. يُذكَر أن جمهورية إيران تمتلك بالفعل واحدة من أكبر ترسانات الصواريخ الباليستية في منطقة الشرق الأوسط، إن لم تكن هي الأكبر بالفعل. وتمكنت إيران أيضاً من تطوير قدرتها على إطلاق الأقمار الصناعية المدنية منها والعسكرية كالقمر الصناعي العسكري الإيراني نور 1 و2. ويتراوح نظام جمهورية إيران الصاروخي بين أنواع متفاوتة المدى تتراوح ما بين 45 كيلومتراً إلى 10 آلاف كيلومتر. كما ويضم صواريخ باليستية، ومجنحة بعيدة المدى، إضافةً إلى صواريخ خارقة للدروع يمكن إستخدامها ضد أهداف بحرية. وبهذا تقع القارة الأوروبية وسواحل ألاسكا وأجزاء من آسيا في مرمى الصواريخ الإيرانية.

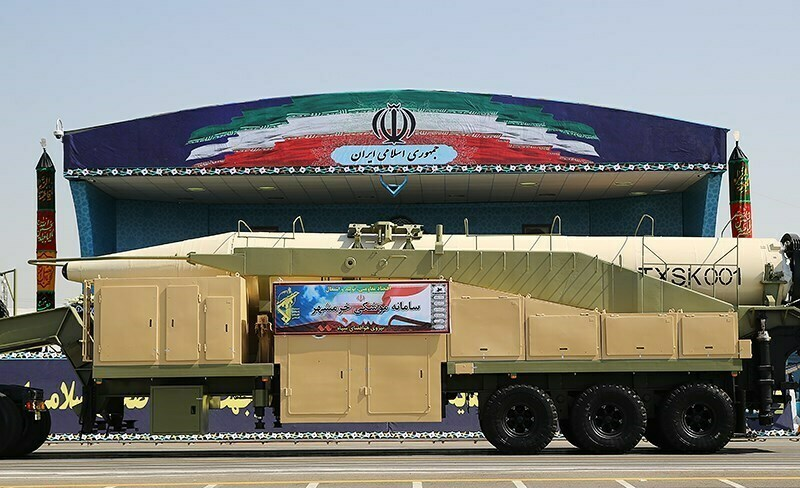
صاروخ خرمشهر الباليستي الإيراني بعيد المدى

## نبذة عن برنامج الصواريخ الذي تمتلكه جمهورية إيران
تمتلك جمهورية إيران بالفعل واحدة من أكبر ترسانات الصواريخ الباليستية في منطقة الشرق الأوسط، إن لم تكن هي الأكبر بالفعل. وتمكنت إيران من تطوير قدرتها على إطلاق الأقمار الصناعية لتكون واحدة من بين دولتين، الثانية هي إسرائيل، في منطقة الشرق الأوسط التي تملك هذه القدرات المتطورة.
ويتراوح نظام جمهورية إيران الصاروخي بين أنواع متفاوتة المدى تتراوح ما بين 45 كيلومتراً إلى 10 آلاف كيلومتر. كما ويضم صواريخ باليستية، ومجنحة بعيدة المدى، إضافةً إلى صواريخ خارقة للدروع يمكن إستخدامها ضد أهداف بحرية. وبهذا تقع القارة الأوروبية وسواحل ألاسكا وأجزاء من آسيا في مرمى الصواريخ الإيرانية.

## كشف النقاب
كشفت جمهورية إيران النقاب عن صاروخ خرمشهر 2 سنة 2019م ليكون بذلك النسخة الأحدث بين عائلة صواريخ خرمشهر الباليستية. وتُعتبَر هذه العائلة الصاروخية، أي خرمشهر 1 و 2 من الجيل الجديد في مجال الوقود السائل، والتي لها محرك مختلف عن عائلتي صواريخ شهاب وقدر. يُذكَر ان أول نموذج لصاروخ خرمشهر  تم الإعلان عنه في يوم الجمعة الموافق ل22 سبتمبر/ أيلول 2017م، خلال الإستعراض العسكري للقوات المسلحة الإيرانية في طهران بمناسبة أسبوع الدفاع المقدس (1988-1980) في إشارة إلى الحرب العراقية الإيرانية التي إندلعت خلال تلك الفترة. وقال قائد القوات الجوية والفضائية في الحرس الثوري الإيراني العميد أمير علي حاجي زاده في وقتها إن عملية التدريب على صاروخ خرمشهر البالستي بدأت، وسيتم إستخدامه قريباً لدى القوات الجوية والفضائية بحرس الثورة الإسلامية، وفق وكالة تسنيم. يُعتبَر خرمشهر، من أكثر الصواريخ الإيرانية تطوراً، حيث يبلغ مداه 2000 كيلومتر، وبإمكانه حمل رؤوس حربية عدة، بدلاً من رأس واحد وفق ما نقلت وكالة «إرنا» الرسمية عن قائد القوات الجوية والفضائية بالحرس الثوري العميد أمير علي حاجي زاده. ويؤكد المسؤولون الإيرانيون أن بلادهم لديها التكنولوجيا التي تخولها لزيادة مدى صواريخها على 2000 كيلومتر. كما وأعلنت طهران كذلك أن وزن الرأس الحربي المثبت على النموذج الأولي لصاروخ خرمشهر هو 1800 كيلوغرام، ليصبح بذلك أقوى صاروخ إيراني من أجل الدفاع والرد على أي عدو. وقال قائد القوة الجو والفضائية بحرس الثورة إن هذا الصاروخ يُعَد إنجازاً جديداً، حيث قامت وزارة الدفاع بصناعته لحرس الثورة الإسلامية.

## صاروخ خرمشهر 2 برأس حربي موجه
أعلنت جمهورية إيران سنة 2019م عن تزويد أحدث صواريخها الباليستية برأس حربي من النوع الموجه حتى النهاية. وبحسب وسائل الإعلام الإيرانية فإنه تم تزويد صاروخ (خرمشهر) الباليستي الذي يُعَد أحدث وأقوى الصواريخ الباليستية الإيرانية برأس حربي من النوع الموجه حتى النهاية بواسطة جنيحات مركبة على الراس الحربي. حيث تم إطلاق اسم (خرمشهر 2) على هذا الجيل من الصواريخ. وكان الرأس الحربي للنموذج الأولي لصاروخ خرمشهر الباليستي يبلغ 1800 كغم وبإمكانه حمل عدة رؤوس حربية بدلاً عن رأس حربي واحد. وكان لجمهورية إيران عدد من التجارب الناجحة في مجال الصواريخ الموجهة، حيث أنها زودت عدة صواريخ محلية إيرانية الصنع بهذا النوع من الرؤوس الحربية كالصاروخ عماد وقدر وقيام.

## ردود أفعال
إيران
وزير الدفاع الإيراني:
أكد وزير الدفاع الإيراني العميد أمير حاتمي في تصريح سابق أنه خلال الإختبارات الأخيرة تمكن صاروخ بمدى 2000 كيلومتر من السقوط بدقة عالية وسط مربع بأبعاد 30 في 30 متراً، وهذا يدل على التطور الكبير في مجال الصناعات الفضائية والعسكرية والعلمية. ولم يكشف العميد حاتمي إن كان هذا الصاروخ من طراز خرمشهر أم لا.

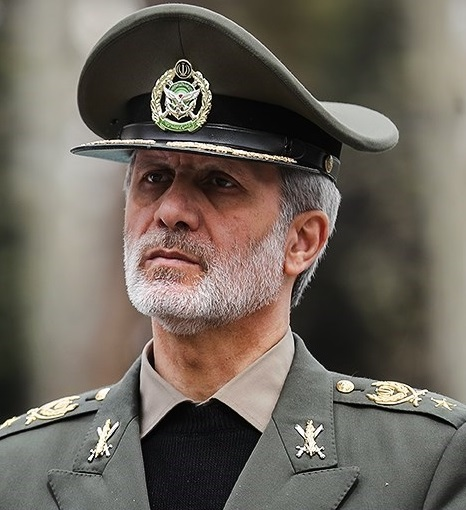
وزير الدفاع الإيراني العميد أمير حاتمي سنة 2019م

## طالع ايضاً
- أس - 300
- سيمرغ (صاروخ)
- نور (صاروخ)
- مهاجر (طائرة بدون طيار)
- سوم خرداد (نظام دفاع جوي)